# Mælkejunge
En mælkejunge er en beholder af aluminium beregnet til opbevaring og transport af mælk. Normalt rummer den 30 til 50 liter.
Mælkejunger kunne bl.a. være af mærket TRIFOL, som blev produceret i København af Dansk Aluminum Industri A/S.

## Malkningen
I ældre tid malkede bønderne køerne om morgenen og om aftenen. Under malkningen sad sad de på en trebenet skammel og malkede mælken ned  i en malkespand. Malkningen blev som oftest varetaget af malkepiger.
Mælken fra malkespanden blev hældt gennem et filter og ned i en mælkejunge.
De fyldte mælkejunger fra aftenmalkningen blev sat til afkøling i et kar med koldt vand. Om morgenen blev de suppleret med mælken fra morgenmalkningen. I løbet af formiddagen blev mælken fragtet til mejeriet til videre forarbejdning.

## Mælkejungen er nu historie
Sådan sker det ikke længere. Køerne bliver malket af en malkemaskine, og mælkejungen er erstattet af en køletank af rustfri stål, der hver dag tømmes af en tankbil.
Mælkejungen benyttes derfor ikke længere og kan kun købes på auktion.